# Bolanthus thymoides
Bolanthus thymoides är en nejlikväxtart som beskrevs av Hub.-mor. Bolanthus thymoides ingår i släktet Bolanthus och familjen nejlikväxter. Inga underarter finns listade i Catalogue of Life.